# Topoľa
Topoľa es un municipio del distrito de Snina en la región de Prešov, Eslovaquia, con una población estimada a final del año 2024 de 152 habitantes.
Se encuentra ubicado al este de la región, en el valle del río Cirocha (cuenca hidrográfica del río Tisza) y cerca de la frontera con Ucrania y Polonia.

## Demografía
| Año        | 1994 | 2004     | 2014     | 2024    |
| ---------- | ---- | -------- | -------- | ------- |
| Población  | 252  | 197      | 154      | 152     |
| Diferencia |      | −21,82 % | −21,82 % | −1,29 % |

| Año        | 2023 | 2024    |
| ---------- | ---- | ------- |
| Población  | 159  | 152     |
| Diferencia |      | −4,40 % |